# Lathraea japonica
Lathraea japonica är en snyltrotsväxtart som beskrevs av Friedrich Anton Wilhelm Miquel. Lathraea japonica ingår i släktet vätterosor, och familjen snyltrotsväxter. Inga underarter finns listade i Catalogue of Life.

## Bildgalleri

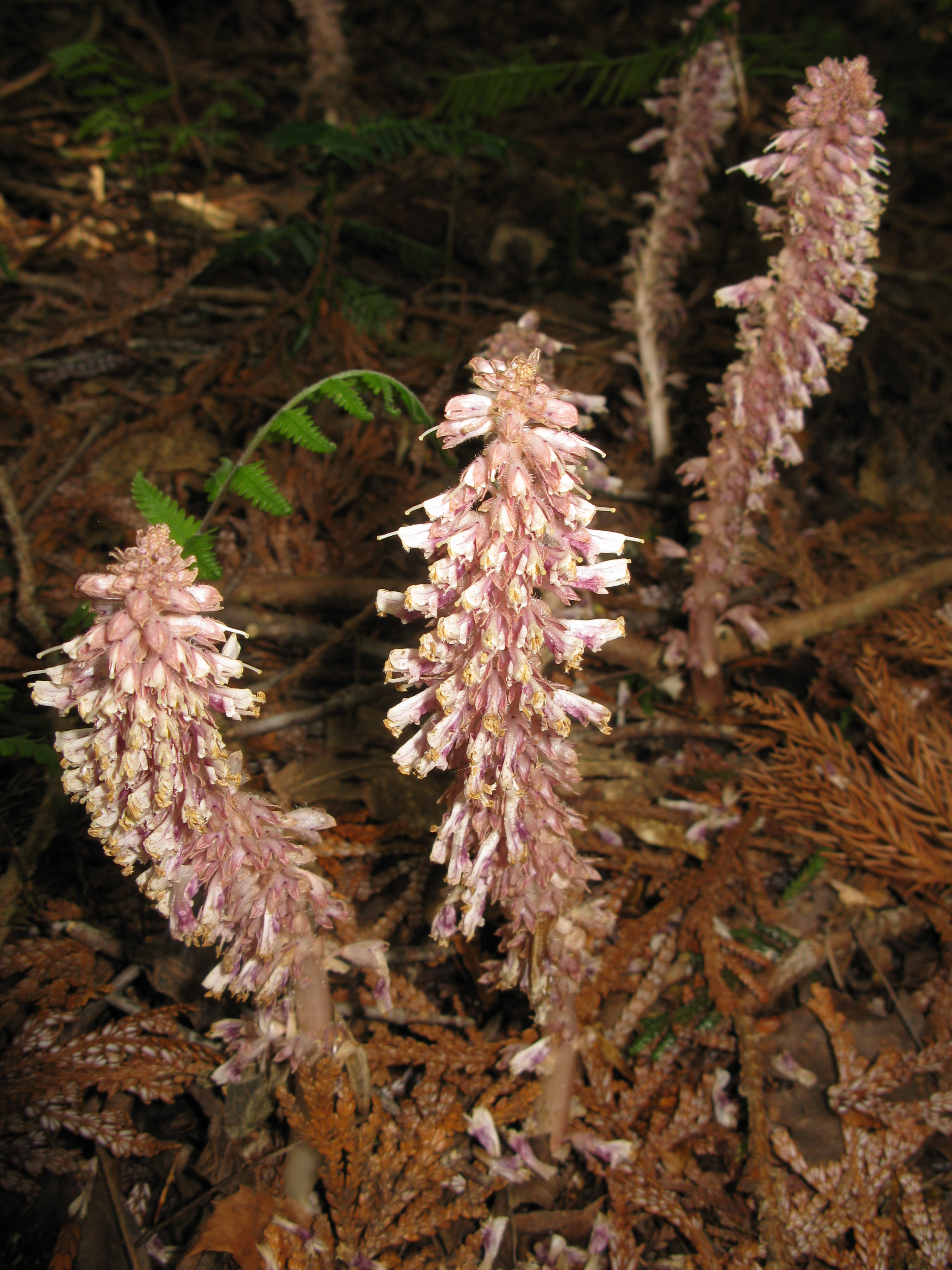
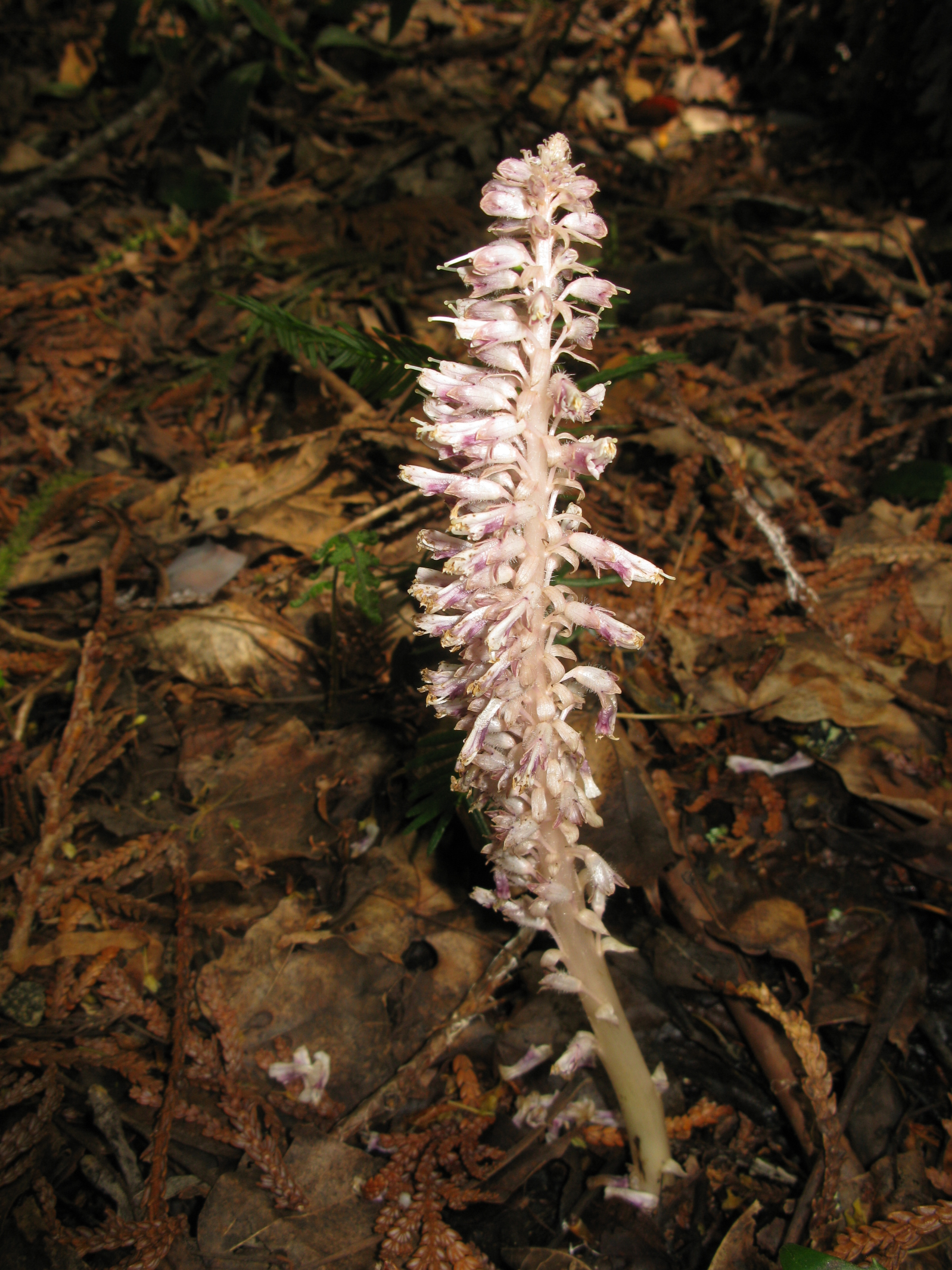
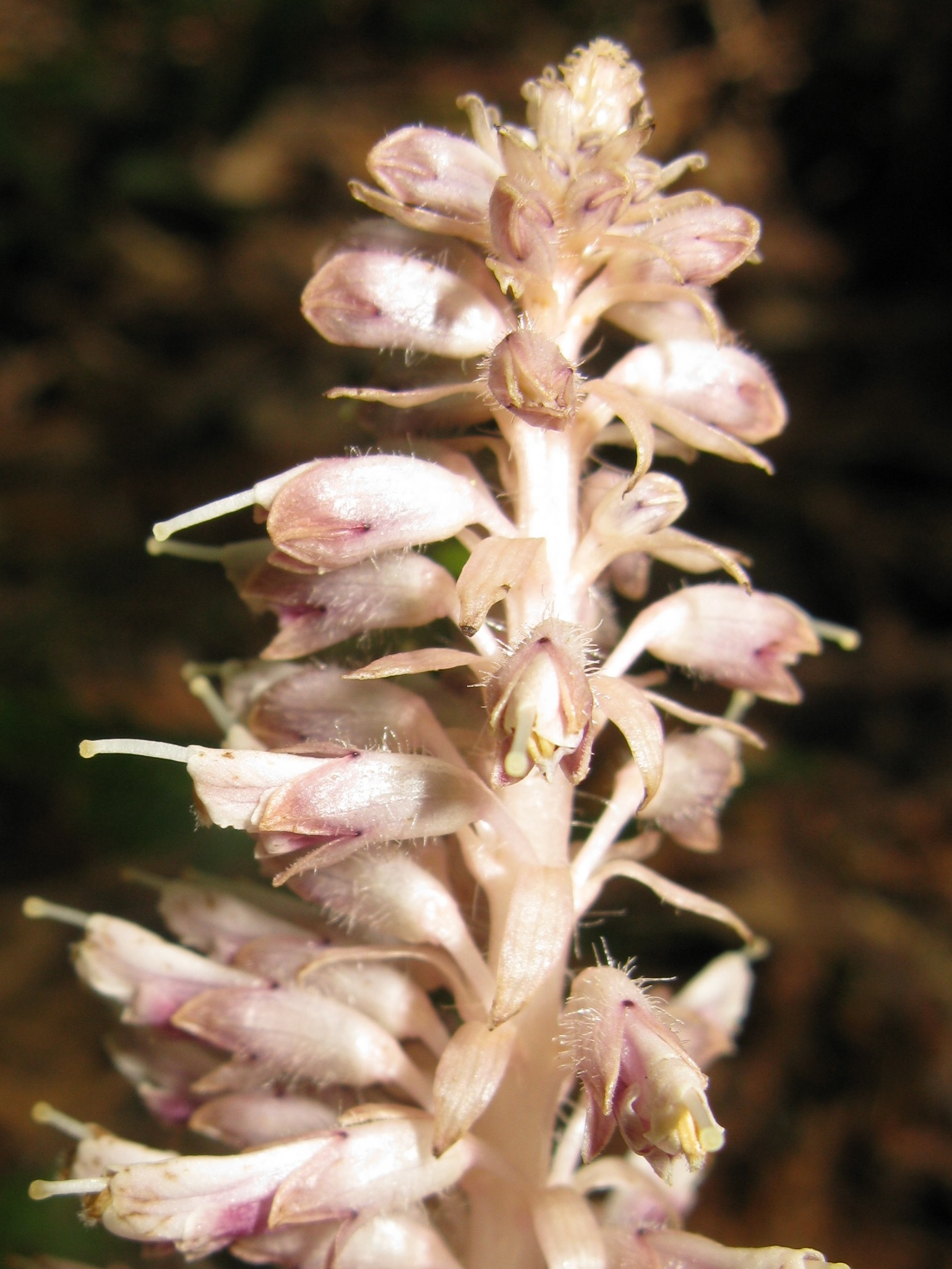
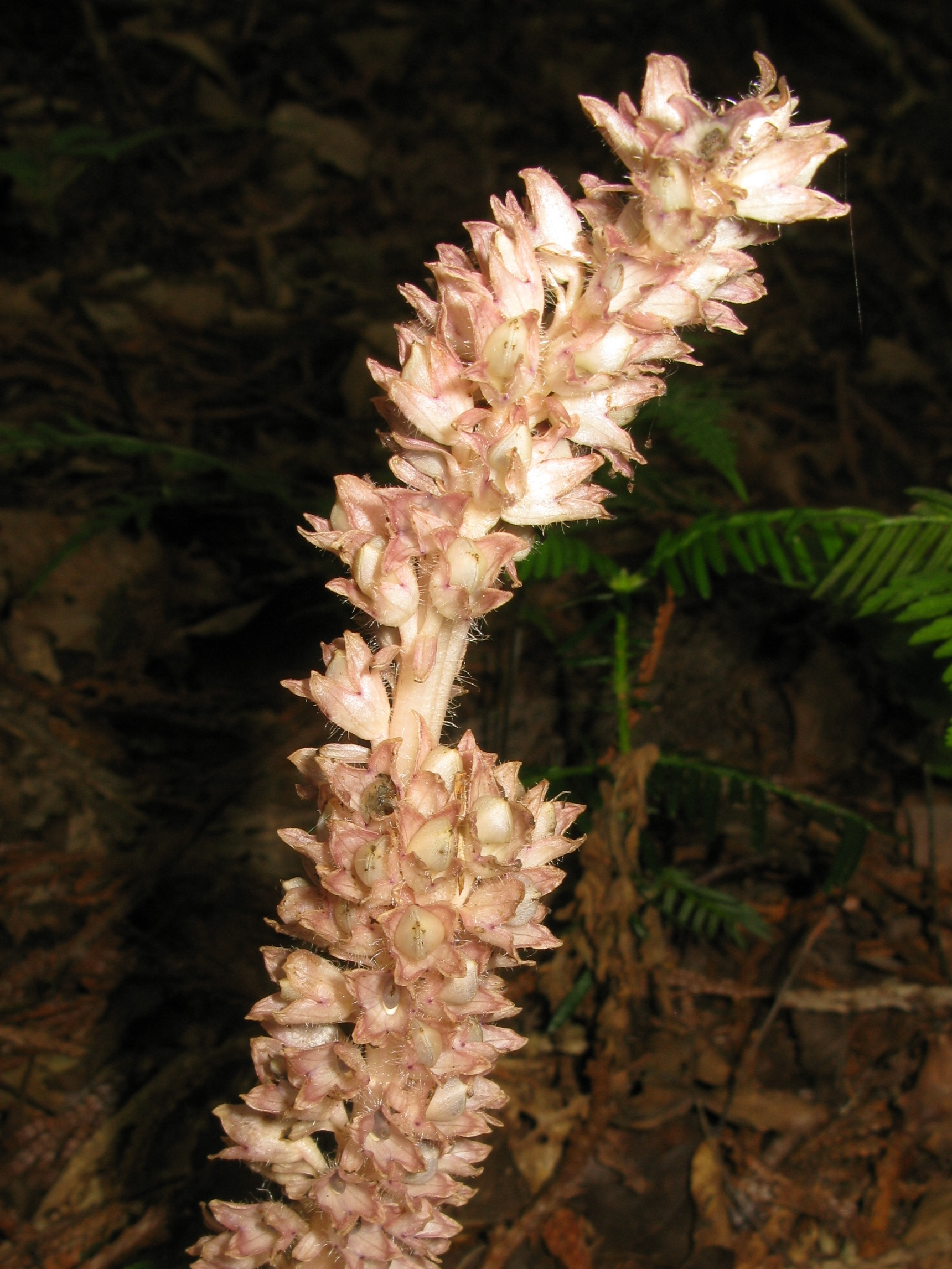
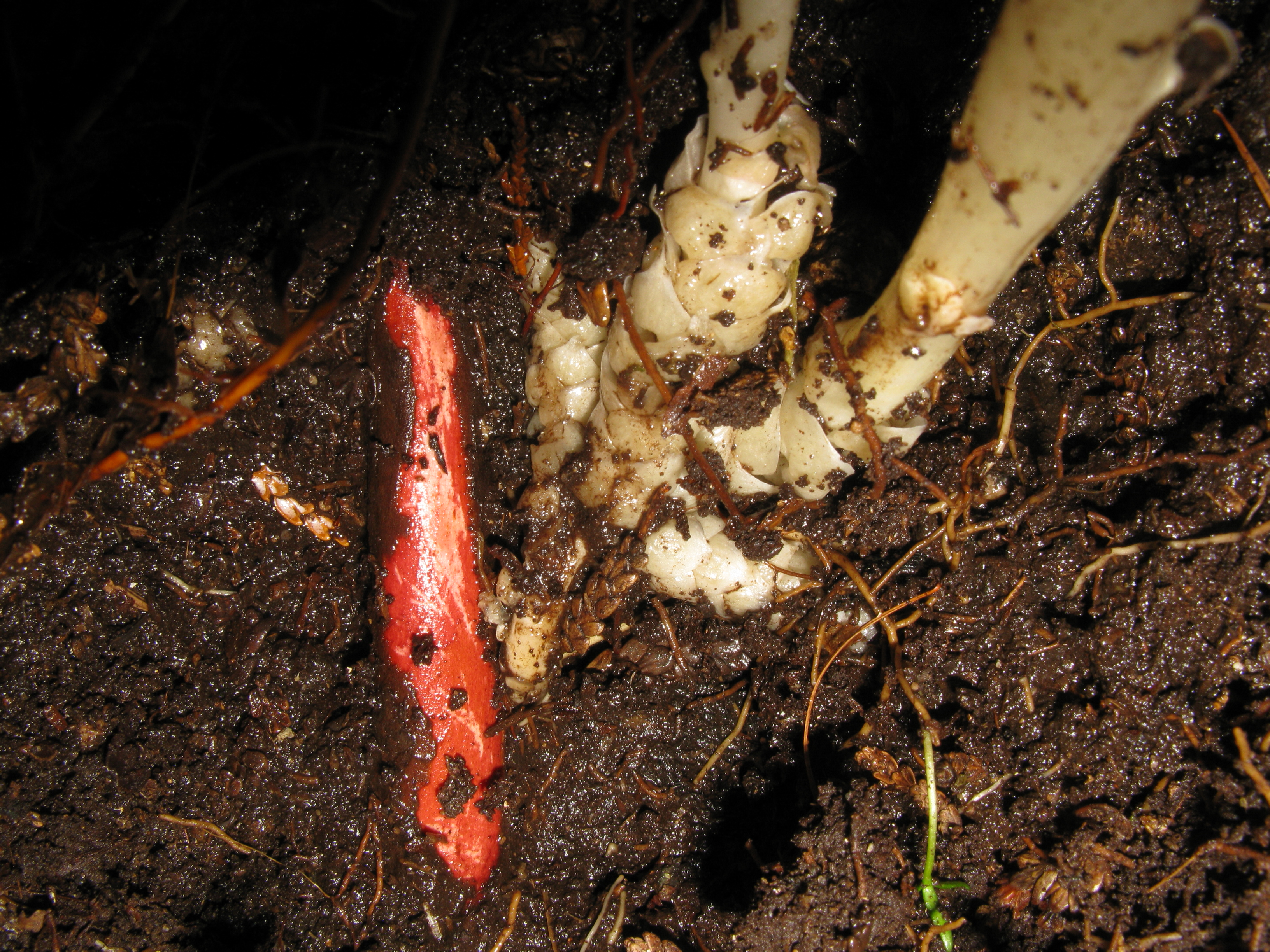